# Władimir Potapow (reżyser)
Władimir Potapow, ros. Владимир Алексеевич Потапов (ur. 8 października 1963 w Uljanowsku) – radziecki i rosyjski aktor, reżyser i scenarzysta.
Absolwent politechniki z 1986, pracował jako mistrz i projektant w Fabryce; pełnił służbę w armii jako oficer.
Był scenarzystą i reżyserem teatralnym i telewizyjnym. W 1996 przeniósł się do Moskwy, ukończył warsztaty Władimira Chotinienko. Od 1997 pracował jako zastępca kierownika planu, asystent reżysera, scenarzysta i drugi reżyser, następnie samodzielny reżyser. Od 2008 generalny dyrektor sp. z o.o. "Mir kino"
Od 2009 - członek Związku Filmowców Federacji Rosyjskiej.
Reżyser m.in. filmu "07 zmienia kurs" (ros. 07-й меняет курс, 2007).